# Charge (physique)
Pour les articles homonymes, voir charge.

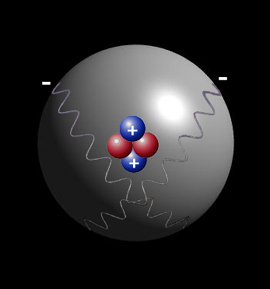
Exemple de charge atomique : ici un atome d'hélium. Ses deux protons (bleu) et ses deux neutrons (rouge) forment son noyau ; deux électrons orbitant (sinusoïdes) complètent sa charge.

En physique, une charge peut faire référence à différentes quantités, telle que la charge électrique en électromagnétisme ou la charge de couleur en chromodynamique quantique. Les charges sont associées aux nombres quantiques conservés.

## Définition formelle
D'une façon plus abstraite, une charge est un générateur quelconque d'une symétrie continue du système physique étudié. Lorsqu'un système physique présente une symétrie quelconque, le théorème de Noether implique l'existence d'un courant conservé. Ce qui « s'écoule » dans le courant est la « charge », la charge est le générateur du groupe de symétrie (locale). Cette charge est parfois appelée la charge de Noether. 
Ainsi, par exemple, la charge électrique est le générateur de la symétrie U(1) de l'électromagnétisme. Le courant conservé est le courant électrique.
Dans le cas des symétries dynamiques locales, il existe un champ de jauge associé à toute charge ; du point de vue quantique, ce champ de jauge devient un boson de jauge. Dans la théorie, la charge « irradie » le champ de jauge. Ainsi, par exemple, le champ de jauge de l'électromagnétisme est le champ électromagnétique ; et le boson de jauge est le photon.
Parfois, le terme « charge » est utilisé comme synonyme de « générateur » par référence au générateur de la symétrie. Plus précisément, lorsque le groupe de symétrie est un groupe de Lie, alors les charges se comprennent comme correspondant au système de racines du groupe de Lie ; la discrétion du système racine rend compte de la quantification de la charge.

## Exemples
Différents nombres quantiques de charge ont été présentés par les théories de physique des particules. Elles comprennent les charges du modèle standard :
- La charge de couleur des quarks : la charge de couleur génère la symétrie de couleur SU(3) de la chromodynamique quantique ;
- Le nombre quantique d'isospin faible de l'interaction électrofaible génère la partie SU(2) de la symétrie électrofaible SU(2) × U(1) ; l'isospin faible est une symétrie locale dont les bosons de jauge sont les bosons W et Z ;
- La charge électrique pour les interactions électromagnétiques ;

Les charge de symétries approchées :
- La charge d'isospin fort : le groupe de symétrie est la symétrie de saveur SU(2) ; les bosons de jauge sont les pions. Les pions ne sont pas des particules fondamentales et la symétrie n'est qu'approchée. C'est un cas particulier de symétrie de saveur.
- La charge de saveur des particules, telles que l'étrangeté ou le charme. Elles génèrent la symétrie de saveur SU(6)  globale des particules fondamentales ; cette symétrie est profondément rompue pour les quarks à forte masse.

Charges hypothétiques du modèle standard :
- La charge magnétique, une autre charge dans la théorie de l'électromagnétisme. Les charges magnétiques ne sont pas visibles au travers d'expériences de laboratoire, mais seraient présentes pour des théories qui incluent les monopôles magnétiques.

Dans le formalisme de la théorie des particules, des nombres quantiques équivalent à ceux d'une charge peuvent parfois être inversés au moyen d'un opérateur de conjugaison de charge noté C. Souvent, les fermions chiraux ne le peuvent pas. La conjugaison de charge signifie simplement qu'un groupe de symétrie donné apparaît entre deux représentations de groupe non équivalentes (mais néanmoins isomorphes)[pas clair]. C'est habituellement le cas lorsque deux représentations de conjugaisons de charges sont des représentations fondamentales du groupe de Lie. Leur produit forme alors la représentation adjointe du groupe.
Ainsi, un exemple courant est le produit de deux représentations fondamentales de conjugaison de charge de SL(2,C) (les spineurs) qui forment l'adjoint du groupe de Lorentz SO(3,1) ; on écrit de façon abstraite : {\displaystyle 2\otimes {\overline {2}}=3\oplus 1.}